# Richard Patrick
Pour les articles homonymes, voir Patrick.
Richard Patrick, né en 1968, est un chanteur et guitariste américain, et leader du groupe du groupe Filter.
Richard Patrick joue avec le groupe Nine Inch Nails au début des années 1990. Il quitte ces derniers pour former, avec son comparse Brian Liesgang, Filter, un groupe de rock/metal industriel dans lequel il chante. En 1995, sort le premier album Short Bus, puis Title of Record en 1999 et The Amalgamut en 2001. Il a également fait un DVD, Title Of DVD en 1999.
Il est sur le point de faire un quatrième album pour son groupe Filter lorsqu'il rencontre les frères Deleo, du groupe Stone Temple Pilots, avec qui il décide en 2005 de former un nouveau groupe du nom de Army of Anyone. Ce nouveau groupe sort son premier CD le 14 novembre 2006. 
Après 6 ans de pause avec le groupe Filter, il sort un nouvel album Anthems for the Damned le 13 mai 2008 suivi, la même année, de Remixes for the damned.
Il est le frère de Robert Patrick, qui est acteur (Terminator 2, X-Files : Aux frontières du réel).
Il est un grand fan des films Star Wars et collectionne tout ce qui touche à la saga.[réf. nécessaire]

## Discographie

### avec Nine Inch Nails
- Pretty Hate Machine (1989)
- Broken (EP) (1992)

### avec Filter
- Short Bus (1995)
- Title of Record (1999)
- The Amalgamut (2002)
- Anthems for the Damned (2008)
- The Trouble with Angels (2010)
- The Sun Comes Out Tonight (2013)
- Crazy Eyes (2016)
- The Algorithm (2023)

### avecThe Damning Well
- Awakening, présent sur la bande originale du film Underworld (2003)

### avec Army of Anyone
- Army of Anyone (2006)